# 第104號交響曲 (海頓)
海頓的第104號交響曲（作品號Hob. I:104）完成于1795年，是海頓的倫敦交響曲系列中的最後一首，也就是第十二首，以「倫敦」之名為人所熟知。

## 背景

### 首演
- 1795年5月4日

## 分析

### 配器
| - 木管樂器 - 長笛：2 - 雙簧管：2 - 單簧管：2 - 低音管：2 | - 銅管樂器 - 法國號：2 - 小號：2 | - 敲擊樂器 - 定音鼓 | - 弦樂器 - 小提琴：2 - 中提琴：1 - 大提琴：1 - 低音大提琴：1 |

依照工具書《管弦樂作品手冊》指示，上述之配器可簡記為"2 2 2 2—2 2 0 0—tmp—str"。

### 結構
1. 慢板-快板（Adagio–Allegro）
2. 行板（Andante）
3. 小步舞曲含中段：快板（Menuetto: Allegro–Trio）
4. 終章：有精神的（Finale: Spiritoso）

第一樂章
奏鳴曲式，由具有信號（fanfare）的慢板序奏為開頭，再接到簡單愉快的快板，在這裡可以聽到慢板的d小調轉成快板的D大調之變化。呈現部裡，海頓使用簡單的素材，目地是要讓之後的發展部有更豐富更不同的對比，最後再接到再現部（第177小節始）。
第二樂章
變奏曲式，主題段自成三段體，當中有一插句（第9小節）。而後主題轉為小調變奏（第38小節始），復於下一變奏（第74小節始）回歸大調。
第三樂章
輕快的小步舞曲，曲子的特徵是在第三拍加強，做特別強調的效果。中段轉調至B♭大調，是較少見的做法。
第四樂章
主題具有民謠舞曲風格，像是《克罗地亚》或是《伦敦街角》上的小曲調，也許是兩者的融合，全曲充滿新奇感，聲部間運用豐富的對位手法，讓管弦樂聲響的豐富性增加。呈示部第二主題（第84小節處）在和聲、節奏上與主要主題大異其趣，對比特別強烈。

## 評價
此曲在首演後即刻獲得成功的迴響，當時有評論這麼寫「全曲充斥了豐富與飽滿的感覺，這首交響曲的成功已超越了其它的作品」。

## 外部連結
- 海頓第104號交響曲：国际乐谱典藏计划上的乐谱